# Mount William, Antarktis
Mount William är ett berg i Antarktis. Det ligger i Västantarktis. Argentina, Chile och Storbritannien gör anspråk på området. Toppen på Mount William är 1 600 meter över havet, eller 934 meter över den omgivande terrängen. Bredden vid basen är 5,4 km.
Terrängen runt Mount William är varierad. Havet är nära William åt sydost. Trakten är glest befolkad. Närmaste befolkade plats är Palmer Station, 18,1 kilometer väster om William. 